# La Torre de Nesle (obra de teatro)
La Torre de Nesle, también titulada en español Margarita de Borgoña, es un drama en cinco actos y nueve cuadros inspirado en el escándalo de la torre de Nesle, escrito por Frédéric Gaillardet y después reescrito por Alejandro Dumas. La obra se estrenó en el teatro de la Porte Saint-Martin el 29 de mayo de 1832.
Gaillardet entregó la obra a la administración del teatro, pero el director se la pasó a Dumas para que la reescribiera, cosa que este hizo, ofreciéndose a trabajar por dinero sin reclamar su autoría. La obra tuvo un gran éxito, por lo que Dumas decidió atribuirse el mérito. Gaillardet se disgustó hasta el punto de retarlo a duelo con pistolas, aunque ninguno de ellos sufrió heridas.

## Historia
La torre de Nesle relata la historia de Margarita de Borgoña, reina de Francia y esposa de Luis X, que según esta obra de teatro, mataba en dicha torre a los hombres con quienes mantenía relaciones y arrojaba los cadáveres al Sena para no dejar testigos de sus excesos nocturnos.
G. Falco resume así el argumento para la web Crítica de libros:

León de Bournonville, paje del duque de Borgoña, es el amante de la princesa Margarita; de su relación nacen dos hijos. El duque de Borgoña quiere encerrar a su hija en un convento; para que ello no ocurra, Margarita persuade a León para que mate al duque. Pero, horrorizada ante el crimen, y para que el paje se olvide de su pasión y sus consecuencias, le ordena que parta, entregando los recién nacidos a un hombre para que los ahogue. Pero éste no tiene el valor de cumplir el crimen y los abandona frente a Notre-Dame después de marcar en los brazos de los dos una cruz con su puñal; el antiguo paje, convertido en un valeroso oficial de nombre Buridano, regresa a París.

Los expósitos son ahora los apuestos caballeros Felipe y Gualtero de Aulnay. Felipe, en la triste torre de Nesle, muere asesinado; Gualtero, que quiere vengar su muerte, está enamorado de Margarita, quien mandó matar a su hermano, siendo además (sin saberlo él) madre de los dos; sin embargo, experimenta hacia Gualtero, quizás por vez primera en su vida, un sentimiento puro. Decide matar a Buridano, ya que éste sabe que la reina mandó matar a Felipe; pero éste revela su verdadero nombre y consigue hacerse nombrar ministro. Buridano sabe más tarde, por casualidad, que Gualtero es su hijo, cuando ya le había perdido enviándole a la torre de Nesle, donde por orden del rey (orden que él había provocado) se arrestaría a todos los que allí se encontraran. Corre a ese lugar, entra por la ventana y no consigue salvarle la vida, ya que el joven — tomado por Buridano, que la reina había mandado eliminar — muere asesinado. Margarita y el antiguo paje se reconcilian en nombre de sus hijos muertos y sufrirán la misma suerte, ya que los dos son detenidos.
G. Falco

La Torre de Nesle, construida en el siglo XIII, era una de las torres de la muralla de París. Estaba situada en la orilla izquierda del Sena, frente al palacio del Louvre.

## Acogida
Esta obra, con más de 800 representaciones consecutivas, fue la más representada del siglo XIX francés.

### Cine
La obra de teatro de Gaillardet y Dumas ha inspirado numerosas adaptaciones al cine.
Por ejemplo, la película muda, La Tour de Nesle (1909) de André Calmettes y La torre di Nesle (1925) de Febo Mari.
Con este mismo título, las adaptaciones de Gaston Roudès en 1937, de Abel Gance en 1955 y de Franz Antel en 1968 (Der Turm der verbotenen Liebe)

### Pintura
La Torre de Nesle inspiró en el siglo XIX a los pintores históricos. Un año después del estreno de la obra, Joseph-Désiré Court presenta en el Salón de París de 1833 el cuadro Margarita de Borgoña, reina de Francia, ordenando el arresto del ministro Marigny, donde representa a la reina sola, ante una ventana.
En 1840, Charles Alexandre Debacq expone La Torre de Nesle. Pescadores encuentran un cadáver al pie de esta torre. En 1842, el pintor recupera el tema en el cuadro Margarita de Borgoña y Blanca, su hermana, convictas de adulterio, son conducidas a Château-Gaillard, fortaleza normanda.
En 1945, Frédéric Peyson expone en el Salón Margarita de Borgoña escuchando a Buridan (también titulado Margarita de Borgoña y Buridan en la prisión de la Torre de Nesle), que donará al año siguiente al museo Fabre. El mismo museo conserva también el cuadro Margarita de Borgoña sentada, del mismo autor.

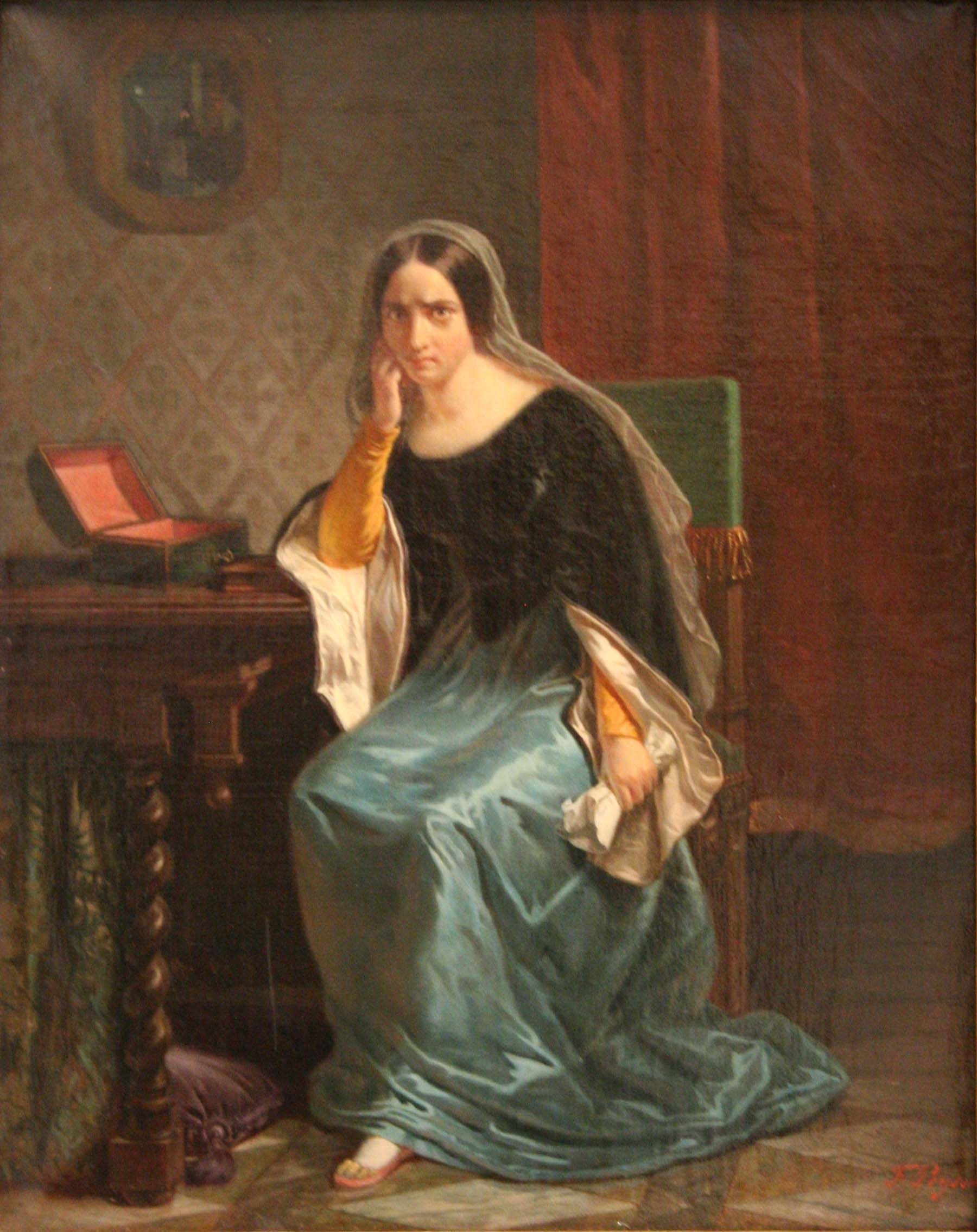
Frédéric Peyson, Marguerite de Bourgogne assise, hacia 1844
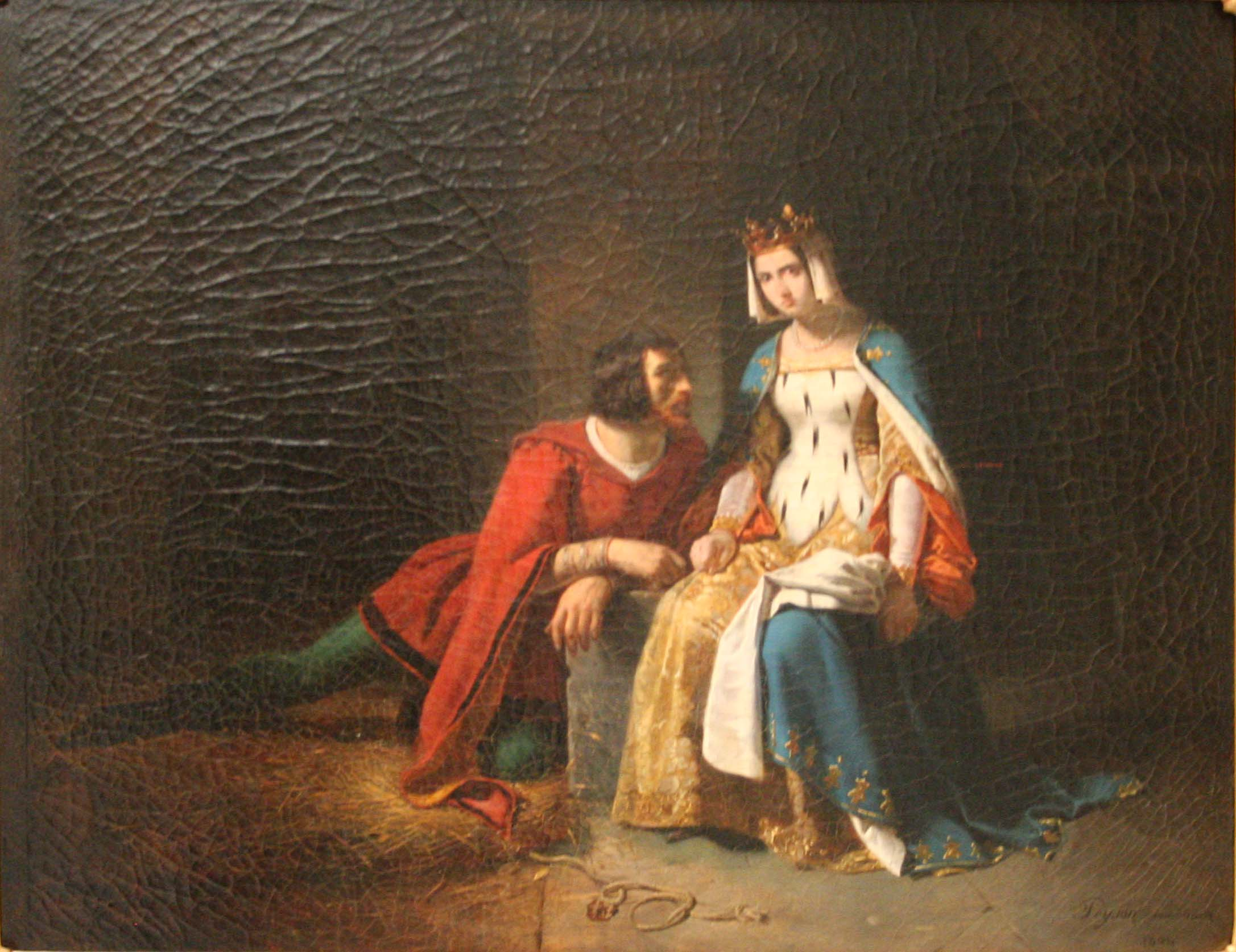
Frédéric Peyson, Marguerite de Bourgogne écoutant Buridan, 1844